# زمین‌لرزه ۱۳۸۹ خراسان
زمین‌لرزه تربت حیدریه در تاریخ ۳۰ ژوئیه ۲۰۱۰ میلادی، برابر با ‎۸ مرداد ۱۳۸۹، ساعت ۱۳:۵۰:۱۳٫۳ به زمان یوتی‌سی در ایران ، منطقه خراسان رخ داد.ژرفای این زلزله ۲۴٫۳ کیلومتر بود. بزرگی آن ۵٫۶ در مقیاس Mn بدست آمده‌است.
پروژهٔ جهانی تنسور گشتاور مرکزوار پارامتر زمان مرکزوار زمین‌لرزه را با اختلاف ۲٫۷ ثانیه نسبت به زمان رخداد اشاره شده در بالا و مختصات مرکزوار را در ۳۵°۱۰′شمالی ۵۹°۲۲′شرقی / ۳۵٫۱۷°شمالی ۵۹٫۳۶°شرقی محاسبه کرد و همچنین، ژرفا در ۲۸٫۲ کیلومتر بدست آمده‌است. در این محاسبات زاویه‌های (راستا، شیب، ریک) گسل سازندهٔ زمین‌لرزه و صفحه عمود بر آن برابر با (°۱۸۸، °۵۷، ° ۱۵۵) یا (°۲۹۲، °۷۰، ° ۳۶) حاصل شده‌است. کانون زمین لرزه تربت حیدریه است